# Negev

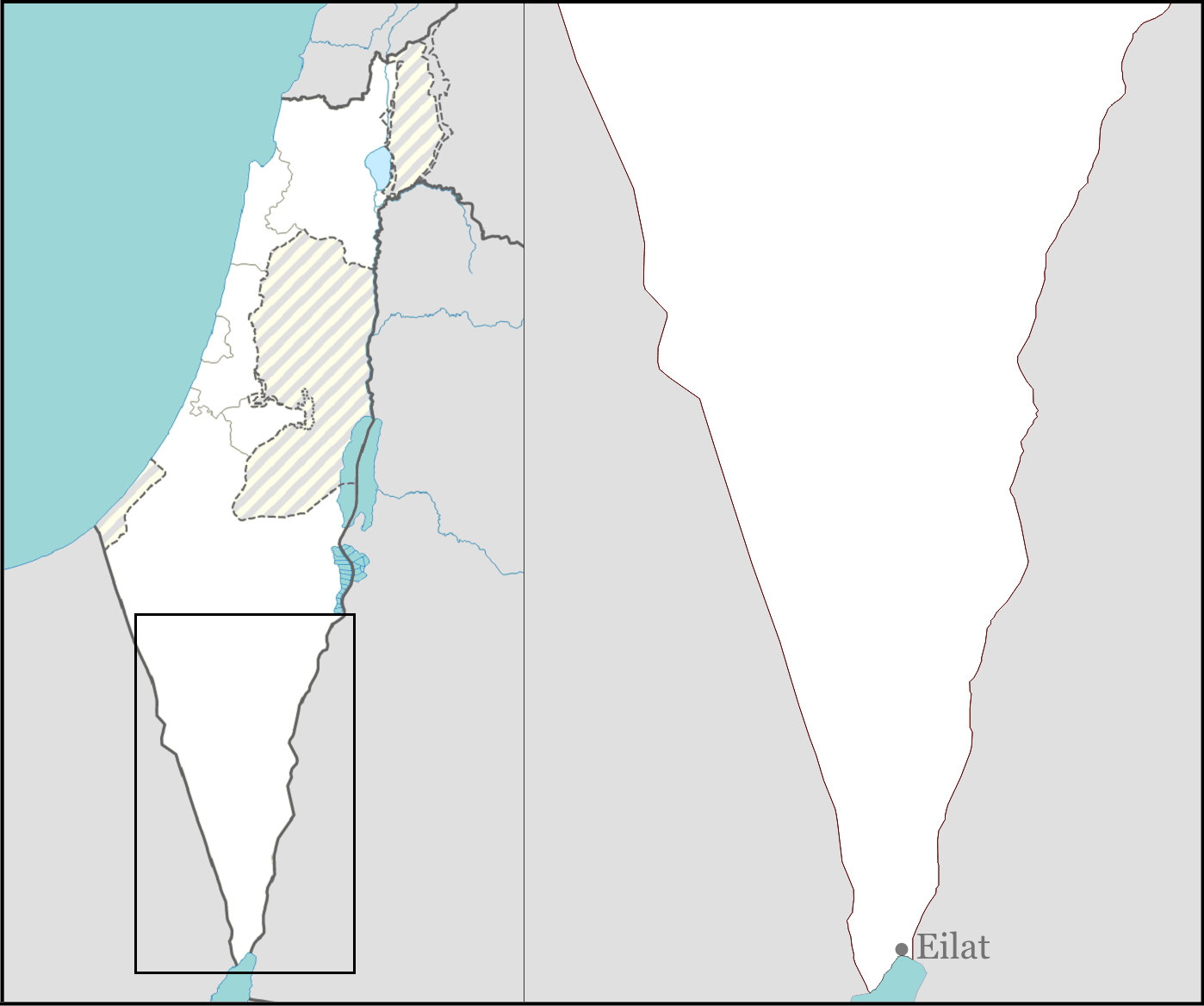
Locatie van de Negev in Israël

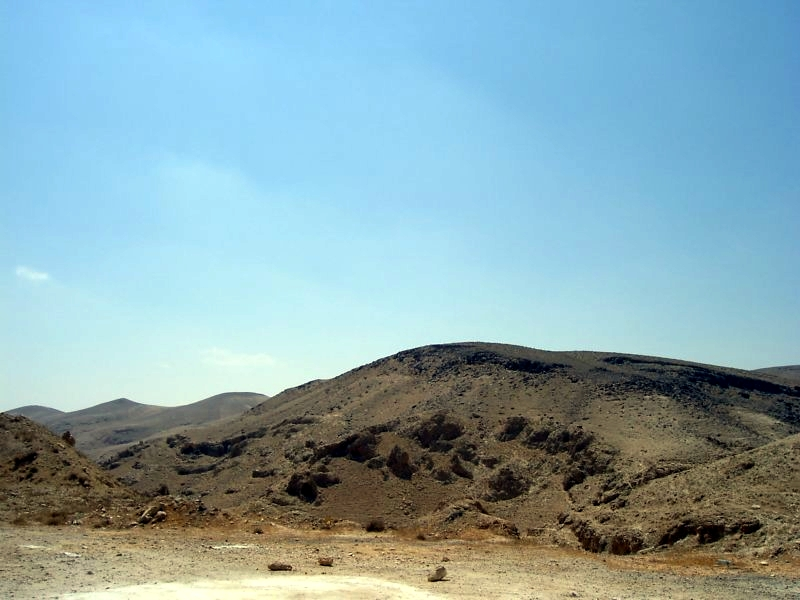
De Negev

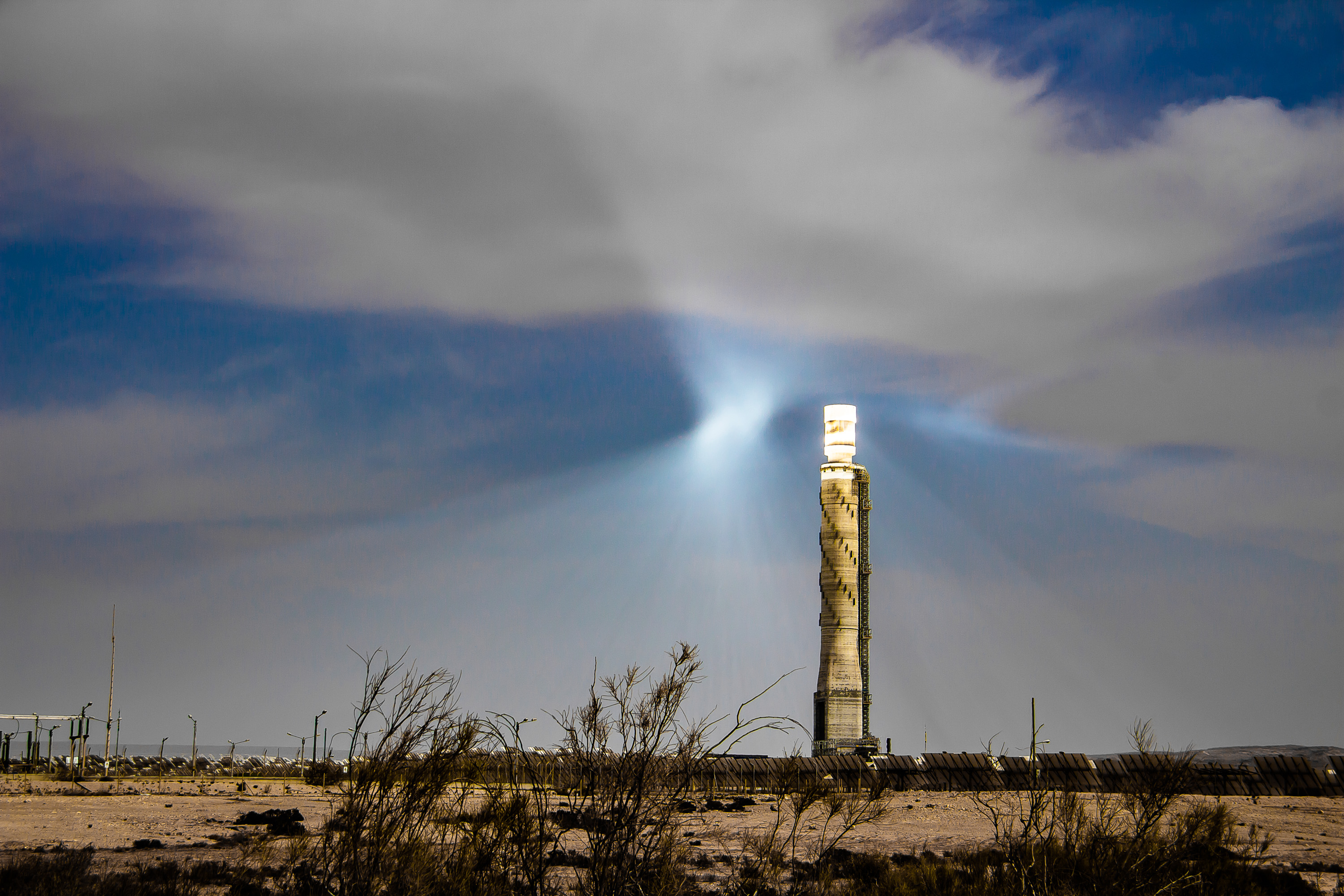
De Ashalim-zonnetoren

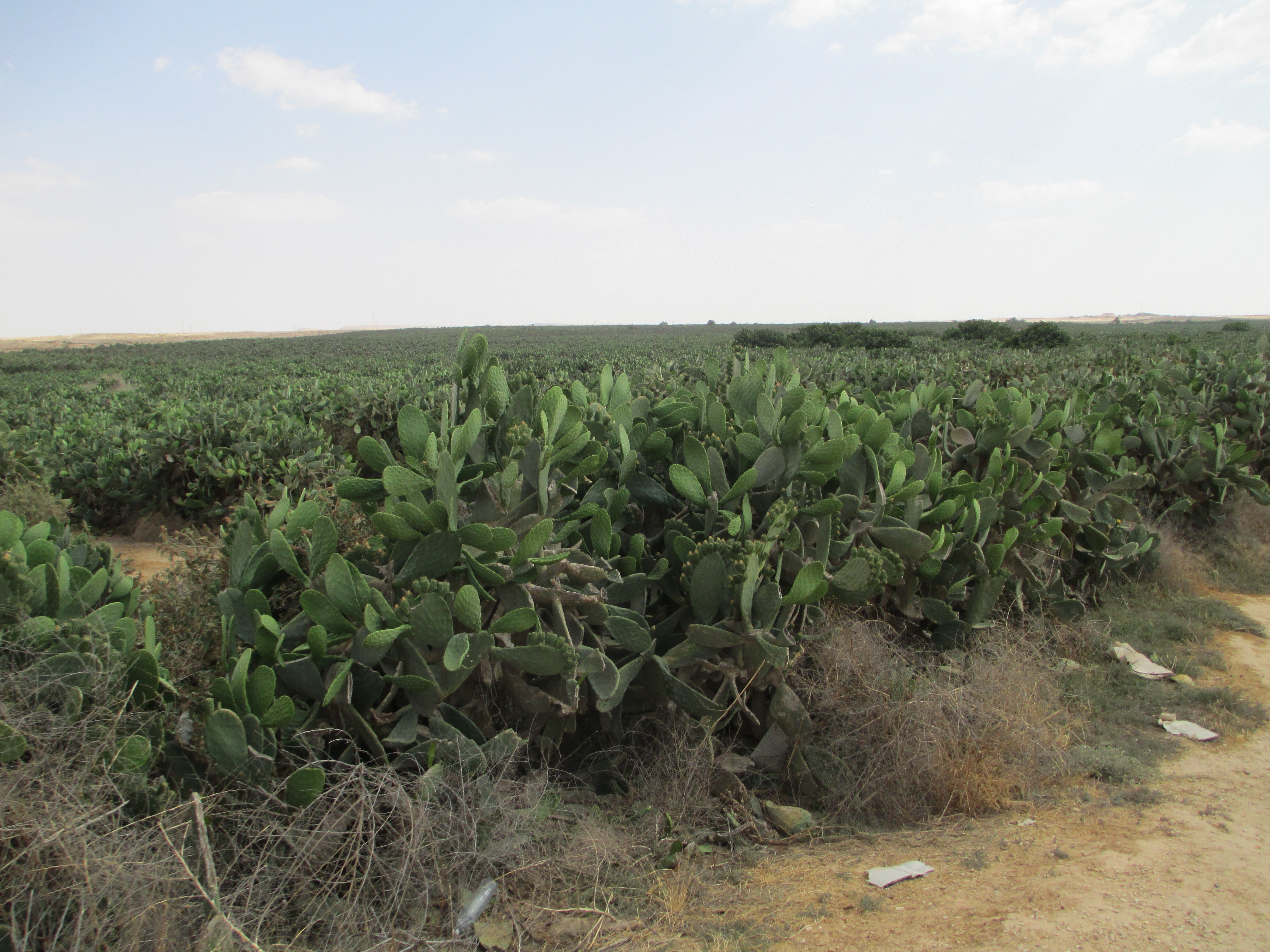
Landbouw in de Negev

De Negev (Hebreeuws: הנגב, Arabisch: النقب al-Naqab), vaak ook Negeb genoemd (letterlijke betekenis 'de droge'), is een woestijn in het zuiden van Israël. In de Bijbel wordt het woord Negev ook gebruikt voor de richting 'zuid'. Soms wordt Negev vertaald als 'Zuiderland'. De Negev strekt zich uit van Beër Sjeva in het noorden tot Eilat in het uiterste zuiden en beslaat meer dan 60% van het grondgebied van Israël volgens de demarcatielijnen van vóór juni 1967. Noordoostelijk van de Negev ligt de Dode Zee, de Gazastrook ligt noordwestelijk ervan.
De Negev kan worden beschouwd als onderdeel van de enorme woestijnstrook die zich uitstrekt van de Atlantische Oceaan tot de Indische Oceaan, waar onder andere de Sahara, de Sinaïwoestijn en de Grote Arabische Woestijn op het Arabisch Schiereiland deel van uitmaken. De gemiddelde maximumtemperatuur op jaarbasis is 25,7 °C.
In 2010 woonden er in de Negev ongeveer 630.000 mensen (8,2% van de Israëlische bevolking), ook al beslaat het meer dan 55% van de oppervlakte van het land. 470.000 inwoners van de Negev of 75% van de bevolking van de Negev zijn Joden, terwijl 160.000 of 25% bedoeïenen zijn.

## Landschap
De Negev is een rotsachtige woestijn. Het is een mengeling van bruine, rotsachtige bergen onderbroken door wadi's (droge rivierbeddingen die kort bloeien na regen) en diepe kraters. Het kan worden opgesplitst in vijf verschillende ecologische regio's: De noordelijke, westelijke en centrale Negev, het hoogplateau en de Aravah- of Arabah-vallei. De noordelijke Negev, of mediterrane zone, ontvangt 300 mm regen per jaar en heeft vrij vruchtbare bodems. De westelijke Negev ontvangt 250 mm regen per jaar, met lichte en gedeeltelijk zanderige bodems. De zandduinen kunnen hier een hoogte tot 30 meter krijgen. De centrale Negev, de thuisbasis van de stad Beersheba, heeft een jaarlijkse neerslag van 200 mm en wordt gekenmerkt door ondoordringbare grond, bekend als löss, waardoor minimale penetratie van water met grotere bodemerosie en waterafvoer mogelijk is. Het hoogplateau van het Negev-gebergte, Ramat HaNegev ligt tussen de 370 meter en 520 meter boven zeeniveau met extreme temperaturen in zomer en winter. Het gebied krijgt 100 mm regen per jaar, met inferieure en gedeeltelijk zoute bodems. De Arabah-vallei langs de Jordaanse grens strekt zich uit over 180 km van Eilat in het zuiden tot de punt van de Dode Zee in het noorden. De Arabah-vallei is erg droog met amper 50 mm regen per jaar. Het heeft inferieure gronden waarin weinig kan groeien zonder irrigatie en speciale grondbehandelingen.

## Bedoeïenen
Al vele duizenden jaren wordt de Naqab/Negev bewoond door bedoeïenen, die daar wonen in kleine gemeenschappen of dorpen. Beër Sjeva/Bir el-Saba dat reeds door de tijdens het Ottomaanse Rijk was gebouwd als een bestuurlijk en regionaal centrum voor de Negev, wordt gezien als de hoofdstad van de Negev. In 1914 stelden de Ottomaanse autoriteiten de tribale bevolking van Beersheba met zijn (sub)districten op 55.000 mensen. In 1922, toen het mandaat over Palestina, als Mandaatgebied Palestina, door de Volkenbond officieel aan het Verenigd Koninkrijk werd toebedeeld, bestond de bevolking uit ruim 75.000 mensen, voornamelijk bedoeïenen (moslims) en waren er 98 joden, 225 christenen en 11 druzen.
Sinds de verovering door Israël in de Arabisch-Israëlische Oorlog van 1948 weigert Israël tientallen bedoeïenendorpen te erkennen en staan ze niet op officiële kaarten. Recht op land in de Negev wordt hen ontzegd. Het leefgebied en authentieke bestaan van de 195.000 bedoeïenen wordt met verwoesting bedreigd.
Op grond van het door Israël in 2011 aangenomen en in werking gestelde Begin-Prawer plan -officieel "Bill on the Arrangement of Bedouin Settlement in the Negev"- worden de bedoeïenen verplaatst naar geïmproviseerde 'nederzettingen-steden' en zijn tientallen oorspronkelijke bedoeïenendorpjes onwettig verklaard. Ze worden dientengevolge verwoest of met verwoesting bedreigd. Binnen en buiten Israël riep dit grote tegenstand op.

## Flora en fauna
Vegetatie in de Negev is schaars, maar bepaalde bomen en planten gedijen er wel, zoals de Acacia, Pistacia, Retama, Urginea maritima en Thymelaea. De Hyphaene thebaica komt voor in de zuidelijke Negev. Het Evrona Nature Reserve is het meest noordelijke punt ter wereld waar deze palm te vinden is.
Een kleine populatie Arabische luipaarden, een met uitsterven bedreigd dier op het Arabische schiereiland, overleeft in de zuidelijke Negev. Andere vleeseters die in de Negev worden gevonden, zijn de caracal, de Arabische wolf, de goudjakhals en de bunzing.
De Arabah-berggazelle, een ondersoort van de berggazelle, overleeft met enkele individuen in de Negev. De dorcasgazelle is talrijker met zo'n 1.000 à 1.500 individuen in de Negev. Ongeveer 350 tot 500 Nubische steenbokken leven in de Negev-hooglanden en in het Eilat-gebergte.
De Negev-spitsmuis (Crocidura ramona) is een zoogdiersoort van de familie Soricidae die alleen in Israël voorkomt. Een populatie van de ernstig bedreigde Kleinmanns-schildpad (voorheen bekend als de Negev-schildpad) overleeft in het zand van de westelijke en centrale Negev-woestijn.
Dieren die na uitsterven in het wild of lokaal uitsterven opnieuw werden geïntroduceerd, zijn de Arabische oryx en het Perzische damhert. De Negev is de enige plaats waar de opnieuw geïntroduceerde Arabische oryx floreert, want nergens anders in het Midden-Oosten kan stroperij worden gecontroleerd. Ook geïntroduceerd was de Aziatische wilde ezel die in de Negev ongeveer 250 dieren telt.

## Ontwikkeling
In de jaren 1950 startte Israël zijn nucleaire programma in het Negev Nuclear Research Center bij de stad Dimona. Er worden kernwapens gefabriceerd, hoewel Israël er nooit openlijk voor uit wil komen.
In 2019 is in de Negev de Ashalim energiecentrale in gebruik genomen, een 240 meter hoge toren die met behulp van computer gestuurde spiegels en een boiler stroom opwekt.
In de Negevwoestijn wordt al sinds de jaren dertig van de 20ste eeuw door middel van irrigatietechnieken landbouw bedreven. De regenval bedraagt minder dan 100 mm per jaar en dat betekent dat landbouw hier zonder toepassing van irrigatie niet mogelijk zou zijn. Wetenschappers zijn nauw betrokken bij deze vormen van landbouw waarbij veel experimentele technieken worden toegepast zoals het gebruik van grijs water dat direct bij de wortels van de planten wordt geïnjecteerd. Sinds 1964 wordt via irrigatiekanalen en -buizen water van de rivier de Jordaan uit het meer van Galilea (Kinneret) in het noorden van Israël naar de Negev gevoerd.
In het noorden van de Negevwoestijn liggen de wijngaarden van Hanegev. Met behulp van irrigatie is in dit gebied wijnbouw mogelijk gemaakt, wat onder normale omstandigheden gezien de hitte en droogte niet mogelijk zou zijn. De wijnstokken zijn op hoogte aangeplant en worden dusdanig opgebonden dat de druiven in de schaduw hangen. Orthodoxe Joden en orthodoxe christenen zien in de landbouw in de woestijn een vervulling van de Bijbelse voorspelling van Jesaja 35:1: De woestijn zal bloeien als een roos.

## Aanslagen in de Negev
- 16 augustus 1956 – Egged bus 391 van Tel Aviv naar Eilat wordt aangevallen door een infiltrant vanuit Jordanië. Vier Israëlische passagiers worden gedood.[12]
- 4 oktober 1956 – Twee jeeps van een Israëlisch bouwbedrijf worden aangevallen door infiltranten vanuit Jordanië in de verlaten grensstreek met Jordanië ten zuiden van de Dode Zee. Vier werknemers worden gedood.[13]
- 7 maart 1988 – In de buurt van Ar'arat an-Naqab wordt een bus gekaapt met Israëlische arbeiders op weg naar Dimona. De kaping en de bestorming door het IDF eiste zes levens.[14]
- 31 augustus 2004 – 18 doden bij een dubbele bomaanslag in Beër Sjeva. Hamas claimt de verantwoordelijkheid.[15]
- 18 augustus 2011 – Nabij Eilat worden bij enkele aanslagen een bus, een personenauto en een groep soldaten aangevallen. Er vallen zes burgerdoden, ook komen er aanvallers, Egyptische en Israëlische soldaten om het leven.[16]

## Delen van de Negev
- Har Gizron
- Woestijn van Paran
- Makhtesh Ramon
- Midbar Zin
- Kadesh Barnea

## Steden in de Negev
- Arad
- Beër Sjeva
- Dimona
- Eilat
- Rahat

## Dorpen in de Negev
- Avdat
- Beer Menuha
- Beer Ora
- Ezuz
- Haluza
- Mash'abim
- Mitzpe Ramon
- Nizzana
- Oeziot
- Sde Boker
- Yeroham

## Bergen in de Negev
- Har Ardon
- Har Argaman
- Har Gizron
- Har Hatira
- Har Hogen
- Har Karkom
- Har Loz
- Har Rahama
- Har Ramon (1037 m, hoogste berg)

## Arabische bedoeïenendorpen in de Negev
- 'Abdih
- 'Atir
- 'Awajan
- Abu Grinat
- Al-Baggar
- al-Bat
- al-Batil
- al-Bhirah
- al-Fur'ah
- al-Gatamat
- Al-Gazzah
- al-Grin
- Al-Madbah
- Al-Mkimin
- Al-Msa'adiyyal
- Al-Mtahhar
- al-Araqib / El Arakib
- As-Sayyid
- As-Sdir
- az-Zarnug
- az-Za'arurah
- Bat as-Saray'ih
- Bir al Msas
- Bir Haddaj
- Derig'at
- Gasir as-Sirr
- Khasim Zannih
- Khirbit al-Watan
- Khirbit Zabbalih
- Kuhlih
- Makhul
- Mulada'h
- Nafhah
- Rakhamah
- Sa'wah
- Swawin
- Tal al-Malah
- Tal 'Arad
- Tarabin as-Sani'
- Twayyil Abu Jarwa
- Umm al-Hiran
- Umm Nmilah
- Umm Rattam
- Wadi ad-Msas
- Wadi an-Na'am
- Wadi Ariha
- Zhayyih